# Parochthiphila nigripes
Parochthiphila nigripes är en tvåvingeart som först beskrevs av Gabriel Strobl 1900.  Parochthiphila nigripes ingår i släktet Parochthiphila och familjen markflugor. Inga underarter finns listade i Catalogue of Life.